# ジョエルトン・フランシスコ・ウルティガ
ジョエルトン・フランシスコ・ウルティガ（Joelton Francisco Urtiga、1969年5月24日 - ）は、ブラジル・リオデジャネイロ州出身のサッカー指導者。

## 指導経歴
- 2010年  ゴイアスECフィジカルコーチ
- 2011年  フィゲイレンセFCフィジカルコーチ
- 2012年 -  鹿島アントラーズフィジカルコーチ